# Silvio Horta
Silvio Horta, född 14 augusti 1974 i Miami, död 7 januari 2020 i Miami, var en amerikansk manusförfattare och TV-producent. Han är bland annat känd för att ha producerat TV-serien Ugly Betty med den colombianska såpoperan Yo soy Betty, la fea som förlaga. Horta begick i januari 2020 självmord genom att skjuta sig.